# キャロル・ポッター
キャロル・ポッター（Carol Potter, 1948年5月21日 - ）は、アメリカ合衆国、ニューヨーク生まれの女優。

## 概要
代表作は1990年から始まったテレビドラマ「ビバリーヒルズ高校白書（青春白書）」シリーズ。
主人公ブランドンとブレンダの母親「シンディ・ウォルシュ（Cindy Walsh）」役で、ジェームズ・エックハウス（夫ジミー・ウォルシュ役）と共に、シーズン1 - 5までの計144話にレギュラー出演する。
感情的な父ジミーとは対照的に、冷静で真面目な模範的な母親を演じた。
2019年に放送されたリブート版「ビバリーヒルズ再会白書」には「セラピストのキャロル・ポッター」として「本人役」で登場。息子役だったジェイソン含む主人公6人の話を聞くシーンで登場する。カメオ出演的な登場だが、作中でも「（ビバヒルのリブート版の）カメオ出演の依頼は電話で…」と言うが、元息子役兼監督のジェイソンに「（出演は）絶対にない」と断られる、いかにも「モキュメンタリーらしいシーン」がある。